# Ligne de Tébessa à Kouif
La ligne de Tébessa à Kouif est l'une des lignes du réseau ferroviaire algérien qui relie Tébessa à El Kouif. Elle fait partie des lignes minières de l'Est algérien qui permettent le transport du phosphate et du fer des mines de la région de Tébessa vers le port d'Annaba.

## Histoire
La ligne de Tébessa à El Kouif, à voie métrique, est mise en service en 1893. Elle est transformée en voie normale et électrifiée à partir de 1946,.

## La ligne

### Caractéristiques
Il s'agit d'une ligne à voie unique et électrifiée.

### Tracé et profil
La ligne se débranche de la ligne d'Annaba à Djebel Onk à la sortie sud-est de la gare de Tébessa. 

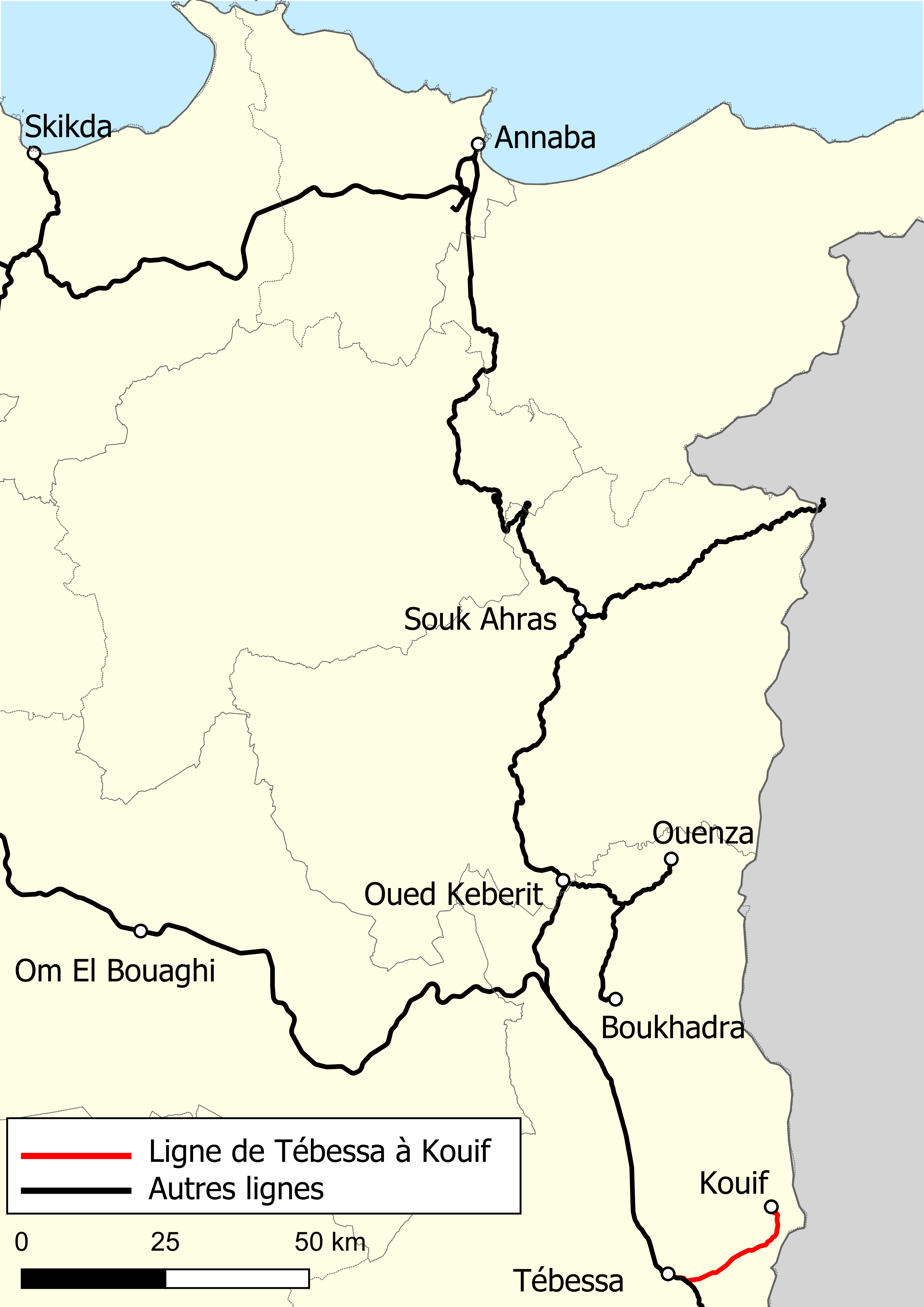
Localisation de la ligne de Tébessa à Kouif dans l'Est algérien.

## Service ferroviaire
La ligne est exclusivement affectée au transport du phosphate en provenance de la mine du  Djebel Kouif et à destination d'Annaba,,.

## Gares de la ligne
| Gare      | (PK) | Informations                           |
| --------- | ---- | -------------------------------------- |
| Tébessa   | 0    | Grandes lignes, trains régionaux, fret |
| El Mouhad | 18   | hors service                           |
| Rhilane   | 23   | hors service                           |
| Kouif     | 25   | Fret                                   |